# Martin Markel
Martin Markel (* 1968 in Nové Město na Moravě, Tschechoslowakei) ist ein tschechischer Historiker.

## Leben
Er hat Geschichte und Tschechische Sprache an der Masaryk-Universität studiert. Zwischen 2004 und 2009 arbeitete er  an der Universität für Verteidigung in Brünn. 
Markel forscht zur Geschichte der sudetendeutschen Minorität in Südmähren sowie zur politischen Geschichte des 19. Jahrhunderts an der Philosophischen Fakultät des Masaryk-Universität.

## Schriften (Auswahl)
- Dějiny Jaroslavic. Vyd. 1. [Rajhrad]: Martin Markel, 2006. 277 s. ISBN 80-239-7702-4.
- Svoboda a demokracie v regionu rakouského impéria: politika jihomoravských Němců v letech 1848-1919. Vyd. 1. Brno: Matice moravská pro Výzkumné středisko pro dějiny střední Evropy: prameny, země, kultura, 2010. 319 s., xv s. obr. příl. Země a kultura ve střední Evropě; sv. 18. ISBN 978-80-86488-76-9.
- Vysídlení Němců z jižní Moravy 1945-1949. Brno: Vojenská akademie, 2002. 191 s. ISBN 80-85960-41-9.
- Vertreibung. Konstituierung des Nationalstaates, bürgerlicher Konflikt und ethnische Homogenisierung. In Tschechen und Österreicher. Gemeinsame Geschichte, gemeinsame Zukunft. 1. vyd. Wien-Brno: Matice moravská - Janineum, 2006. od s. 159–172, 14 s. ISBN 80-86488-31-4.